# Henry Cecil, 1. Marquess of Exeter

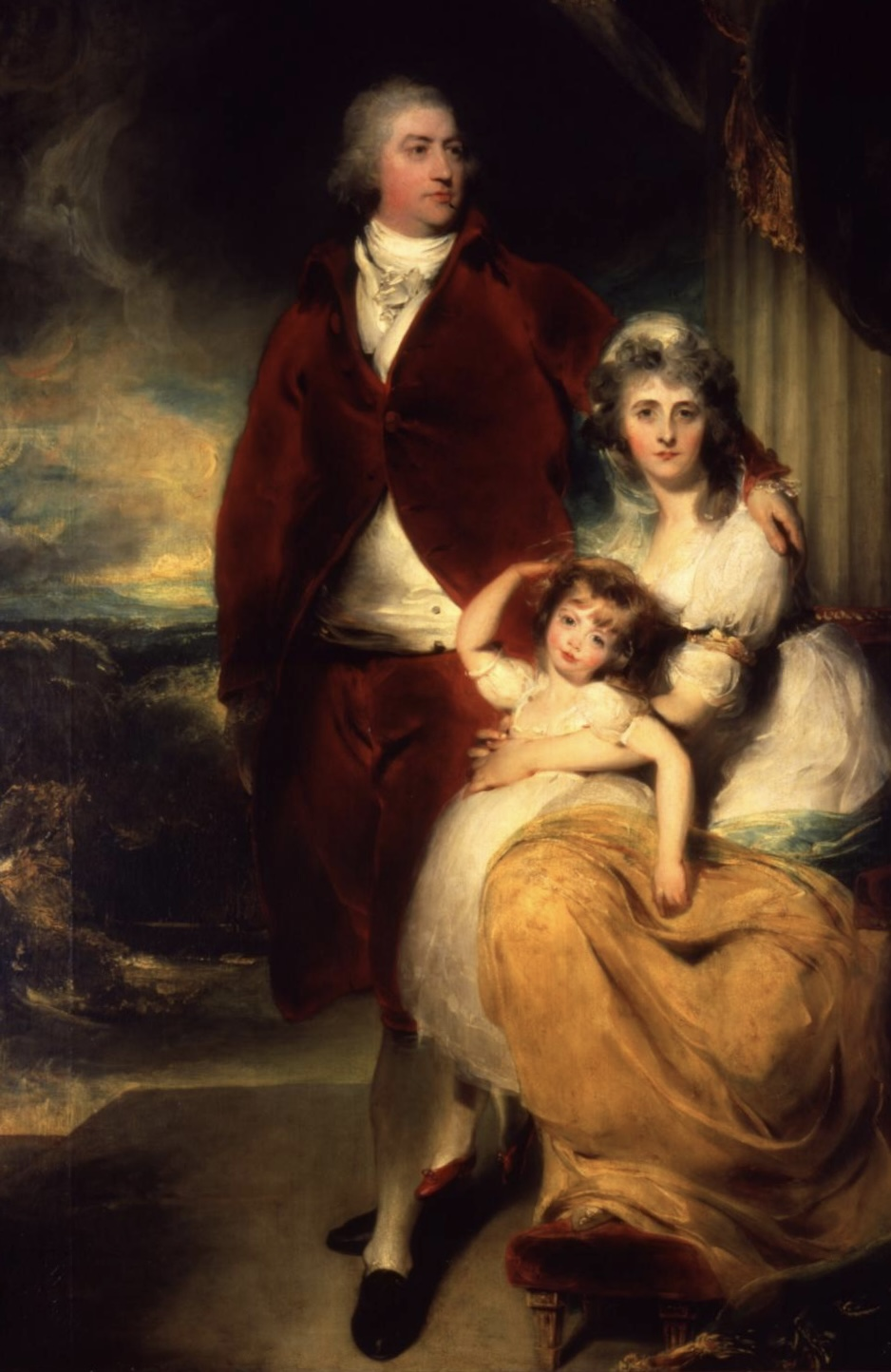
Der Marquess of Exeter mit seiner zweiten Frau Sophia und ihrer Tochter

Henry Cecil, 1. Marquess of Exeter (* 14. März 1754; † 1. Mai 1804) war ein britischer Politiker und Peer.

## Leben
Er war der einzige Sohn von Hon. Thomas Chambers Cecil (um 1728–1778). Sein Vater war der jüngere Sohn des Brownlow Cecil, 8. Earl of Exeter, und führte ein verschwenderisches Leben. Obwohl er zeitweise Abgeordneter war, musste er im Ausland in Brüssel leben und heiratete Charlotte Garnier, eine Frau von unbekannter Herkunft, die als baskische Tänzerin bezeichnet wurde. Da absehbar war, dass Henry eines Tages der Erbe seines kinderlosen Onkels Brownlow Cecil, 9. Earl of Exeter, werden würde, kam er bereits als Baby nach Burghley House in Lincolnshire und wurde dort großgegezogen. Er wurde auf dem Eton College und dem St John’s College, Cambridge ausgebildet.

## Politiker
Im Alter von zwanzig Jahren wurde Cecil 1774 als Abgeordneter für das Borough Stamford ins House of Commons gewählt. Den Sitz hatte er bis 1790 inne. 1793 beerbte er seinen Onkel als Earl of Exeter und Baron Burghley und wurde Mitglied im House of Lords. Nach dem Act of Union 1800 wurde ihm am 4. Februar 1801 der Titel Marquess of Exeter, der erste und damit ranghöchste Marquesstitel der neuen Peerage of the United Kingdom, verliehen.

## Familie

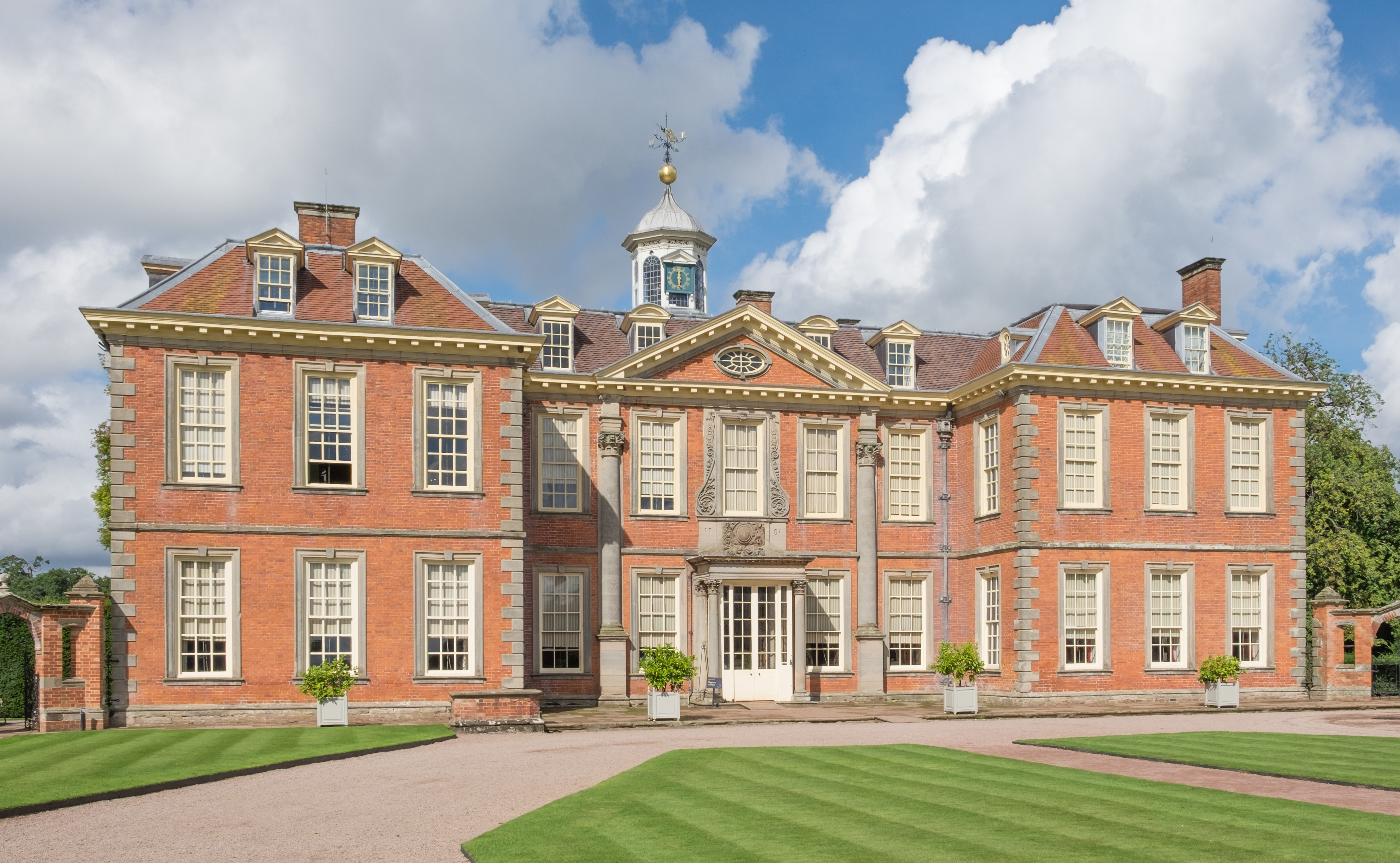
Hanbury Hall, Worcestershire

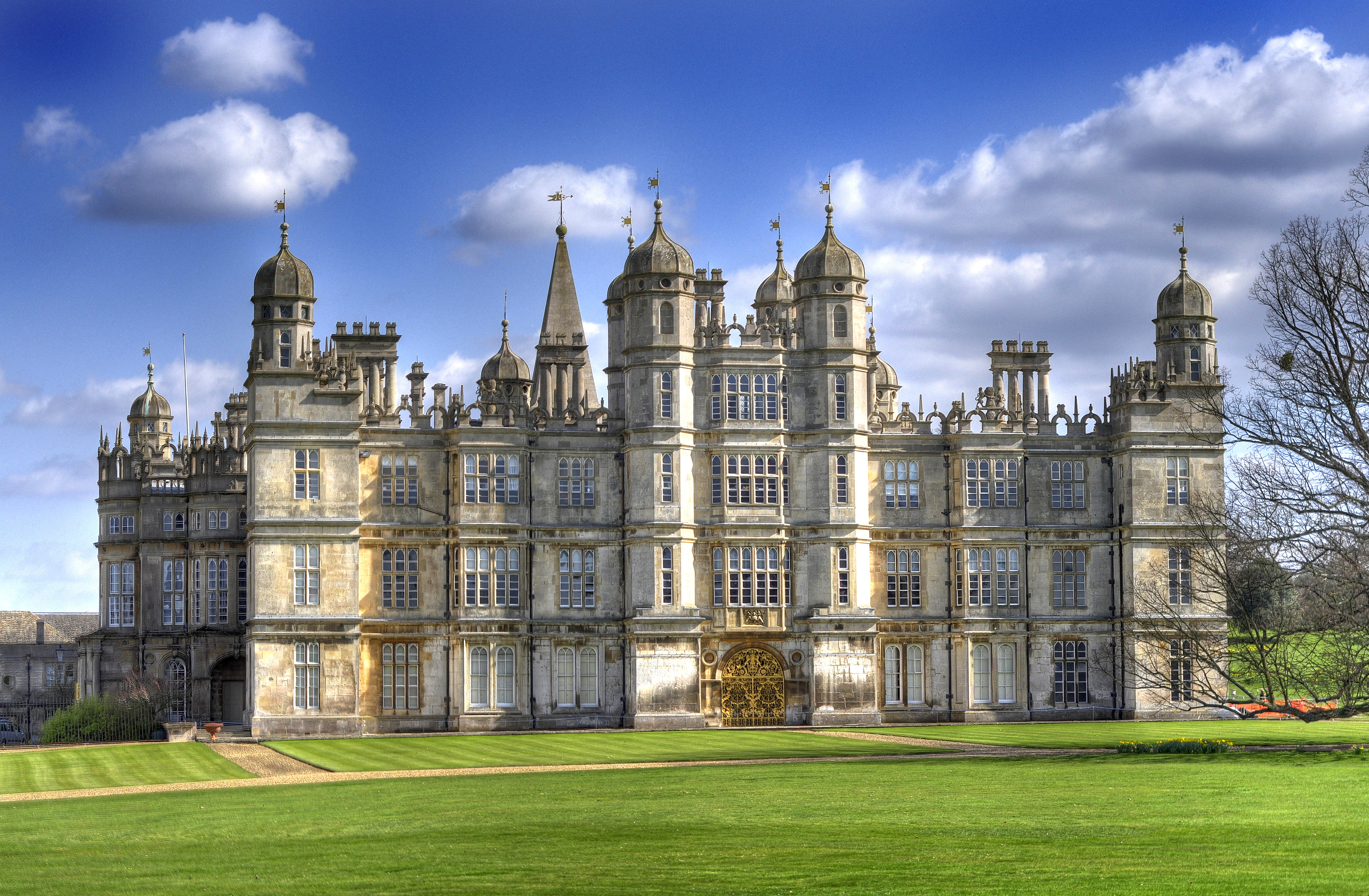
Burghley House, Lincolnshire

Henry heiratete am 23. Mai 1776 in erster Ehe Emma Vernon, Erbtochter des Thomas Vernon († 1771). Sie brachte ein beträchtliches Einkommen in die Ehe mit, darunter das Anwesen Hanbury Hall in Worcestershire. Das Paar wohnte dann in Hanbury, und Cecil modernisierte und erweiterte den Landsitz in den nächsten Jahren. Ein Sohn, der 1777 geboren wurde, starb im Alter von nur zwei Monaten.
1785 wurde ein neuer Geistlicher, Reverend William Sneyd, für die Kirche von Hanbury ernannt. Dieser begann kurz darauf eine Affäre mit Cecils Frau Emma. Im Mai 1789 gestand sie die Affäre. Cecil stimmte einem letzten Treffen in Birmingham zu. Während des Treffens flüchtete das Paar und Cecil kehrte allein nach Hause zurück. Zu diesem Zeitpunkt war Cecil hoch verschuldet. Er beschloss Hanbury zu verlassen und ein neues Leben zu beginnen. Reverend William Burslem, ein Freund, übernahm die Aufgabe, die Pachten einzunehmen und damit Cecils Schulden zu tilgen. Cecil kaufte einen kleinen Betrieb in Great Bolas in Shropshire und lebte dort unter dem Pseudonym „John Jones“. Dort verliebte er sich in die 16-jährige Bauerntochter Sarah Hoggins und heiratete sie im April 1790. Da Cecil nichts für die Scheidung von seiner ersten Frau unternommen hatte, war dies Bigamie, was damals mit hohen Strafen belegt war. Erst am 10. Juni 1791 wurde seine erste Ehe formell geschieden und er heiratete am 3. Oktober 1791 Sarah Hoggins nochmals in London. Mit ihr hatte er vier Kinder:
- Lady Sophia Cecil (1793–1823), ⚭ 1818 Henry Manvers Pierrepont of Conbolt Park (1780–1851), dritter Sohn des Charles Pierrepont, 1. Earl Manvers;
- Henry Cecil (1793–1793);
- Brownlow Cecil, 2. Marquess of Exeter (1795–1867);
- Lord Thomas Cecil (1797–1873), ⚭ 1838 Lady Sophia Georgina Lennox (1809–1902), siebte Tochter des Charles Lennox, 4. Duke of Richmond.

Als im Dezember 1793 sein Onkel, der 9. Earl of Exeter, starb, erbte Cecil dessen Titel als 10. Earl of Exeter und 11. Baron Burghley sowie den umfangreichen Grundbesitz der Familie einschließlich des Familiensitzes Burghley House. Seine Gattin Sarah starb nach der Geburt des vierten Kindes im Alter von nur 23 Jahren. Sie hatte sich nie an den großen Haushalt gewöhnt.
1800 heiratete Cecil in dritter Ehe Elizabeth Anne Burrell (1757–1837), Tochter des Unterhausabgeordneten Peter Burrell (1724–1775) und Witwe des Douglas Hamilton, 8. Duke of Hamilton († 1799). Sie hatten keine Kinder.
Cecil starb im Mai 1804. Seine Adelstitel erbte sein ältester überlebender Sohn aus zweiter Ehe, Brownlow.